# Achimenes misera
Achimenes misera là một loài thực vật có hoa trong họ Tai voi. Loài này được Lindl. mô tả khoa học đầu tiên năm 1848.